# Andreas Hagerup
Andreas Thomsen Hagerup (14. november 1856 – 20. oktober 1919) var en dansk arkitekt. 

## Uddannelse
Snedkersvend, tegner hos dekorationstegner Brinkopff, realeksamen fra Sorø Kunstakademiet, her forberedende til Kunstakademiet af Dalsgård og desuden af arkitekt Georg E. W. Møller, København, optaget på kunstakademiet oktober 1876, afgang marts 1884, arbejdede en tid under H. B. Storck (bl a. ved kirkerestaureringer, 21/2 år arkitekt ved Kryolitbruddet i Ivigtut på Grønland, dernæst en tid i Viborg, fra ca. 1890 bosat i Kolding.

## Stilling
Lærer ved Kolding Teknisk Skole. 

## Arbejder
- Daas Palæ (1892), sammen med Claudius August Wiinholt
- Brovst Kirkeby Amtssygehus (1892, sammen med Wiinholt, ombygget 1923-1924)
- Herning Ting- og Arresthus (1893, sammen med samme)
- Den tidligere Kristuskirken (Laurids Skaus Gade 26) i Haderslev (1896-1897)
- kirke i Folding Sogn (1897)
- flere villaer, bl.a. sommerbolig for apoteker Muller ved Kolding Fjord (Strandhuse) (1902-1903)
- hovedbygning til gård i Hammelev i Sønderjylland (1902),
- De gamles hjem, Kolding (1909-1910, udvidet 1914),
- Filialkirken i Sønder-Langlund (1910)
- Udvidelse af kirkerne i Bølling (1916, tårn)
- Gøhlmanns Vandtårn (1916) Aulum (1920), Bække Sogn (1922) og Vamdrup.